# 충북반도체고등학교
충북반도체고등학교(忠北半導體高等學校)는 대한민국 충청북도 음성군 금왕읍 금석리에 있는 공립 고등학교이다.

## 학교 연혁
- 1969년 3월 7일 : 무극종합고등학교 개교
- 1975년 3월 7일 : 무극종합고등학교를 무극고와 금왕여고로 분리
- 1991년 7월 1일 : 금왕공업고등학교로 교명 변경
- 2006년 9월 15일 : 반도체장비분야 특성화고등학교 지정 (반도체기계과, 반도체전자과)
- 2008년 3월 1일 : 충북반도체고등학교로 교명 변경
- 2008년 10월 2일 : 한국형마이스터고 선정(교과부, 2010~2012년)
- 2010년 3월 2일 : 마이스터고등학교 개교(반도체과 5학급)
- 2012년 3월 1일 : 반도체과 5학급 완성(총 15학급)
- 2018년 3월 1일 : 학과개편(반도체제조과, 반도체장비과, 반도체케미컬과 각 2학급)
- 2019년 11월 25일 : 신축 본관 준공
- 2021년 3월 1일 : 제21대 이병호 교장 부임
- 2024년 1월 5일 : 제53회 졸업식 114명 졸업(졸업생 총수 8,455명)
- 2024년 3월 4일 : 2024학년도 6학급 98명 입학

## 설치 학과
- 반도체제조과
- 반도체장비과
- 반도체케미컬과

## 참고 자료
- 충북반도체고등학교 - 한국교육학술정보원 학교알리미